# Archiacina
Archiacina es un género de foraminífero bentónico de la familia Peneroplidae, de la superfamilia Soritoidea, del suborden Miliolina y del orden Miliolida. Su especie tipo es Cyclolina armorica. Su rango cronoestratigráfico abarca el Stampiense (Oligoceno).

## Clasificación
Archiacina incluye a las siguientes especies:
- Archiacina armorica †
- Archiacina meunieri †
- Archiacina verworni †